# Blue Angels
Blue Angels ("àngels blaus") és el nom de l'esquadró de demostració de vol de l'Armada dels Estats Units. Format el 1946 després de la Segona Guerra Mundial, és el primer equip de demostració aèria militar amb caràcter oficial.

## Història

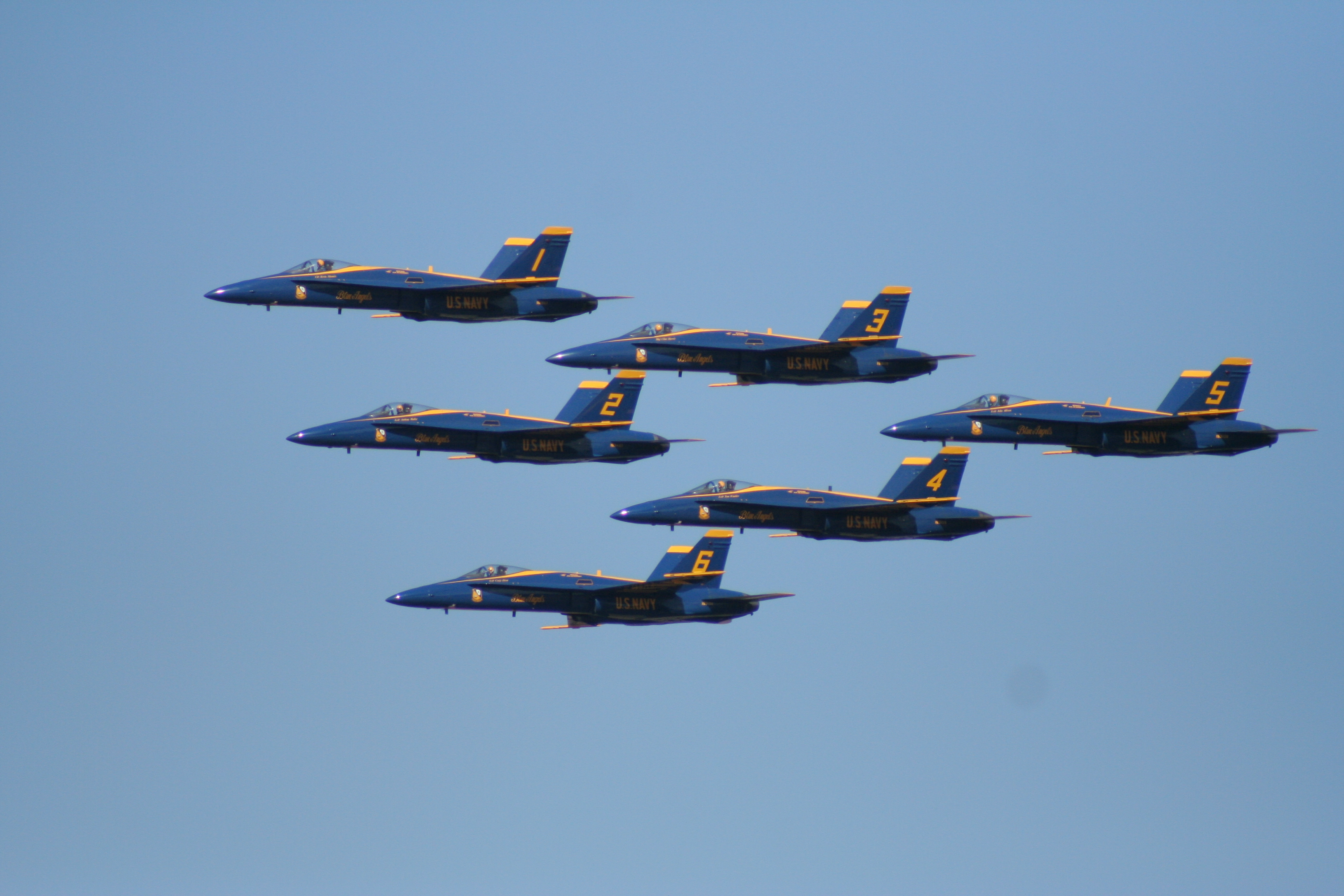
Oregon International Airshow 2007.

L'equip va començar l'any 1946 a la base aèria de Jacksonville, Florida, per tal de mostrar al públic com s'ensenyava a volar als pilots de la US Navy. El 16 de juny de 1946 van fer la primera demostració amb una formació de quatre Grumman F6F Hellcat. En aquesta primera exhibició, amb la Segona Guerra Mundial tan present, van fer una representació que incloïa l'abatiment d'un avió d'entrenament disfressat de Zero japonès. Aquesta demostració va resultar tan reeixida que aviat es va renovar tot el parc d'avions amb els nous Grumman F8F Bearcat.
L'any 1950, els Blue Angels van ser mobilitzats a la guerra de Corea a bord del portaavions USS Princeton, formant el nucli de l'esquadró de caça VF-191. Durant una missió de combat a la costa nord de Corea, el cap de la unitat John Magda va ser abatut. A la tornada la patrulla va canviar la seva localització a Corpus Christi, Texas i van fer la seva primera exhibició pública a Memphis, al South Navy Festival.
A mitjans 1955 es va donar un altre trasllat de la base, que va ser rebatejada com "Annapolis de l'aire", a Pensacola, Florida i, per primer cop, es van utilitzar avions supersònics i amb ales en delta, els Grumman F9F-8, amb els que van començar a practicar el seu número final, la Flor de Lis i que, en menys de dos anys, serien substituïts per Grumman F-11 Tiger.
Actualment la formació té sis aeronaus, més una utilitzada com a reserva o per oferir vols a personalitats.

## Demostracions aèries
L'equip es divideix en "el Diamant" (Blue Angels 1 a 4) i els Solos (Blue Angels 5 i 6) i mentre que els Blue Angels 1, 2, 3, 5 i 6 són pilots de l'Armada (US Navy), el Blue Angel 4 està reservat per a un pilot dels Marines. La majoria de les seves exhibicions alternen entre acrobàcies realitzades pel Diamant i aquelles efectuades pels Solos. El Diamant en formació tancada i normalment a baixes velocitats, efectua maniobres com loopings i tonels en formació i transicions d'una formació a una altra mentre que els Solos normalment realitzen maniobres d'alta dificultat, just per sota de la velocitat del so que mostren les capacitats dels F/A-18 Hornet mitjançant l'execució de passades a alta i baixa velocitat, tonels lents i ràpids i viratges molt tancats. Els dos Solos efectuen junts algunes de les maniobres com les passades oposades (l'un cap a l'altre en el que aparenta una trajectòria de col·lisió, passant molt a prop entre si) i formacions en mirall (esquena amb esquena, panxa amb panxa o ala amb ala, amb un avió volant en invertit).
Al final de l'exhibició, els 6 avions s'uneixen en la formació Delta. Després d'una sèrie de passades rasants, girs, loopings i tonels efectuats en aquesta formació, executen la signatura de l'equip: la maniobra de tancament Flor de Lis.
Els paràmetres de cada exhibició han de ser ajustats a la visibilitat local: En temps clar, executen el programa «alt», amb el cel cobert, els espectadors veuran el programa «baix», i en visibilitat limitada (si el temps ho permet) el programa «pla» és el que s'efectua. El programa «alt» requereix un sostre de 8000 peus (2400 m) i una visibilitat de 3 milles nàutiques (6 km) des del punt central de l'exhibició. El sostre dels programes «baix» i «pla» són de 3500 peus (1070 m) i 1500 peus (460 m) respectivament.

## Avions utilitzats

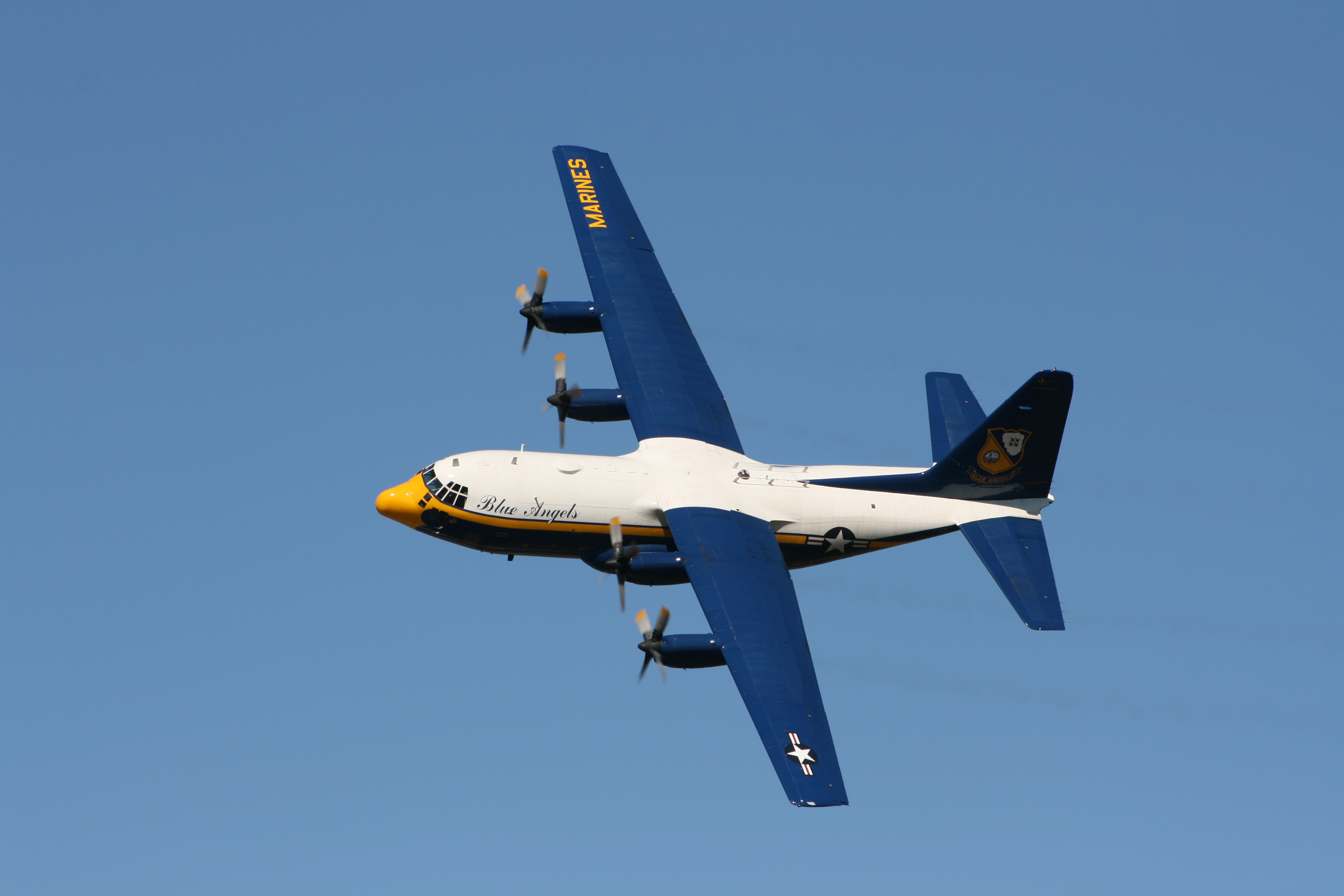
El C-130T Hercules Fat Albert dels Blue Angles.

| Avió                                    | Període                             |
| --------------------------------------- | ----------------------------------- |
| Grumman F6F Hellcat                     | juny de 1946 - agost de 1946        |
| Grumman F8F Bearcat                     | agost de 1946 - 1949                |
| Grumman F9F Panther (primer de reacció) | 1949 - juny de 1950                 |
| Grumman F9F Panther                     | 1951 - 1954                         |
| Chance Vought F7O Cutlass               | 1953                                |
| Grumman F9F Cougar                      | 1955 - mitjans de 1957              |
| Grumman F11F Tiger (primer supersònic)  | Mitjans de 1957 - 1969              |
| McDonnell F-4 Phantom II                | 1969 - desembre de 1974             |
| Douglas A-4 Skyhawk                     | desembre de 1974 - novembre de 1986 |
| McDonnell Douglas F/A-18 Hornet         | novembre de 1986 - actualitat       |